# Rustrel
Rustrel ist eine südfranzösische Gemeinde im Département Vaucluse in der Region Provence-Alpes-Côte d’Azur. Sie gehört zum Kanton Apt im Arrondissement Apt. Der Ort hat 682 Einwohner (Stand 1. Januar 2022) und eine Fläche von 28,81 km².

## Geographie
Das Dorf liegt am Fuße zweier Hügel, am Ufer des Flüsschens Doa, das in der Nähe der Stadt Apt in den Coulon mündet.
Das Gemeindegebiet ist Teil des Regionalen Naturparks Luberon.
Bekannt sind seine verschiedenfarbigen Ockerfelsen. An einigen Stellen wird noch Ocker abgebaut, um daraus Naturfarben für das Kunstgewerbe zu gewinnen.

## Geschichte
Erste Spuren einer Besiedlung finden sich aus der Jungsteinzeit. Aus der Zeit des Römischen Reiches finden sich zahlreiche Spuren.
Schriftlich erwähnt wird das Dorf als Rograstrel im 12. Jahrhundert, im Jahr 1274 dann als Ruastrello.
Während der Religionskriege war das Dorf von 1570 bis 1575 von den Hugenotten besetzt.

## Wappen
Wappenbeschreibung: In Blau eine durchbohrte goldene Raute.

## Sehenswürdigkeiten
Neben der Hauptsehenswürdigkeit, den Ockerfelsen im Dorf und der Umgebung, existieren eine Kirche aus dem 16. Jahrhundert und ein Schloss aus dem 17. Jahrhundert, in dem heute die Gemeindeverwaltung untergebracht ist. In einer Ölmühle aus dem 18. Jahrhundert ist ein kleines Museum untergebracht.

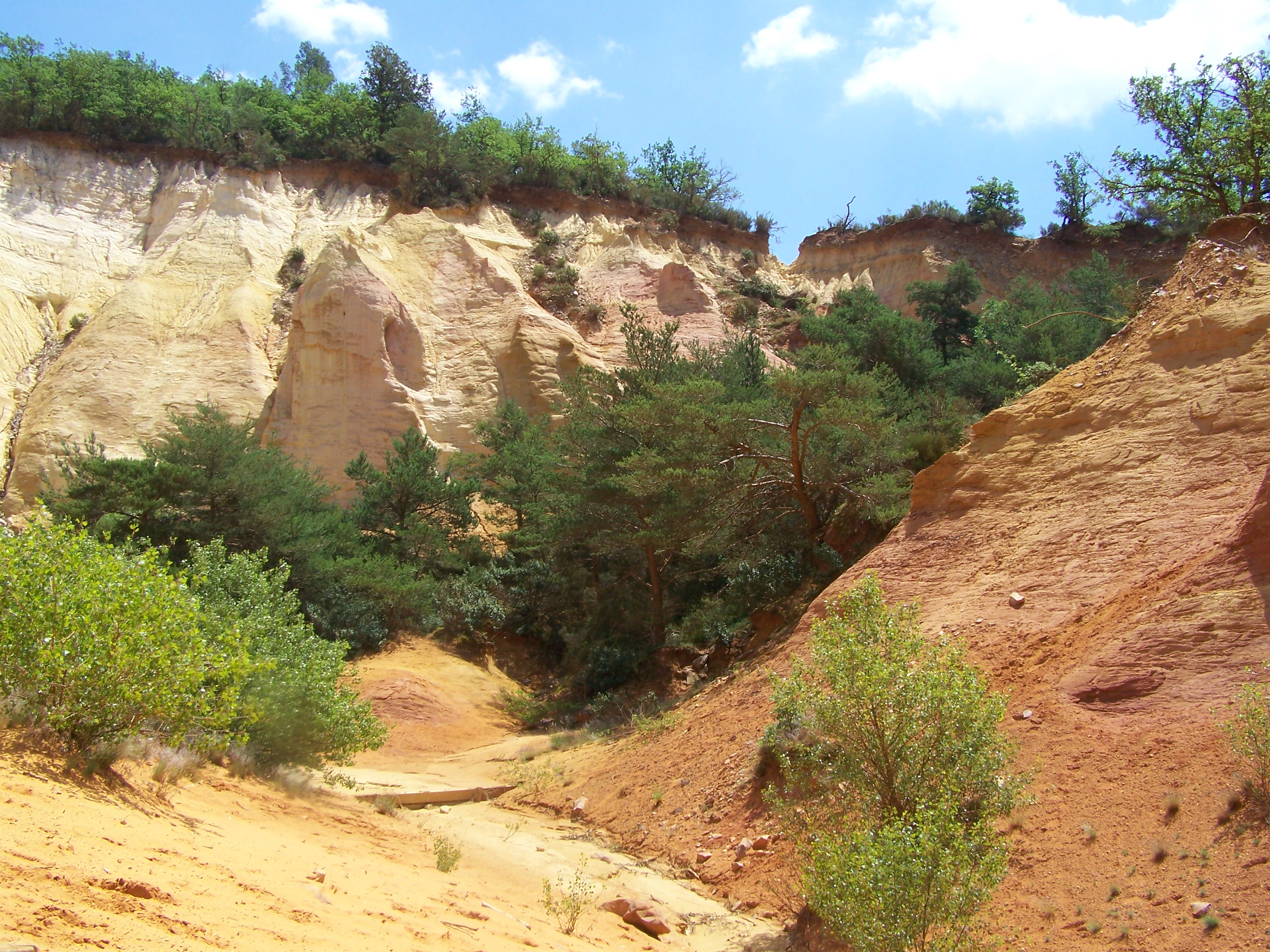
Colorado Rustrel
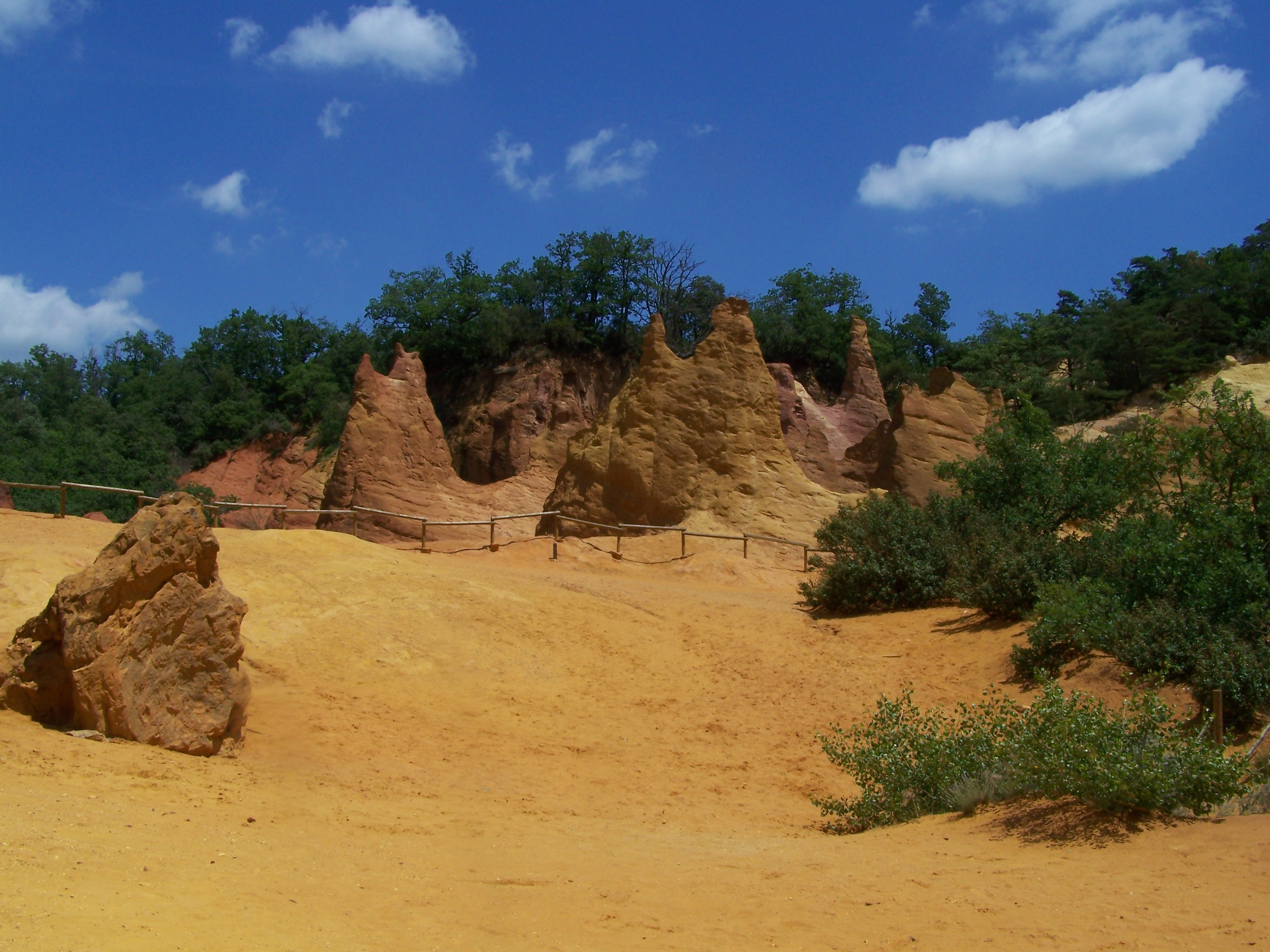
Colorado Rustrel
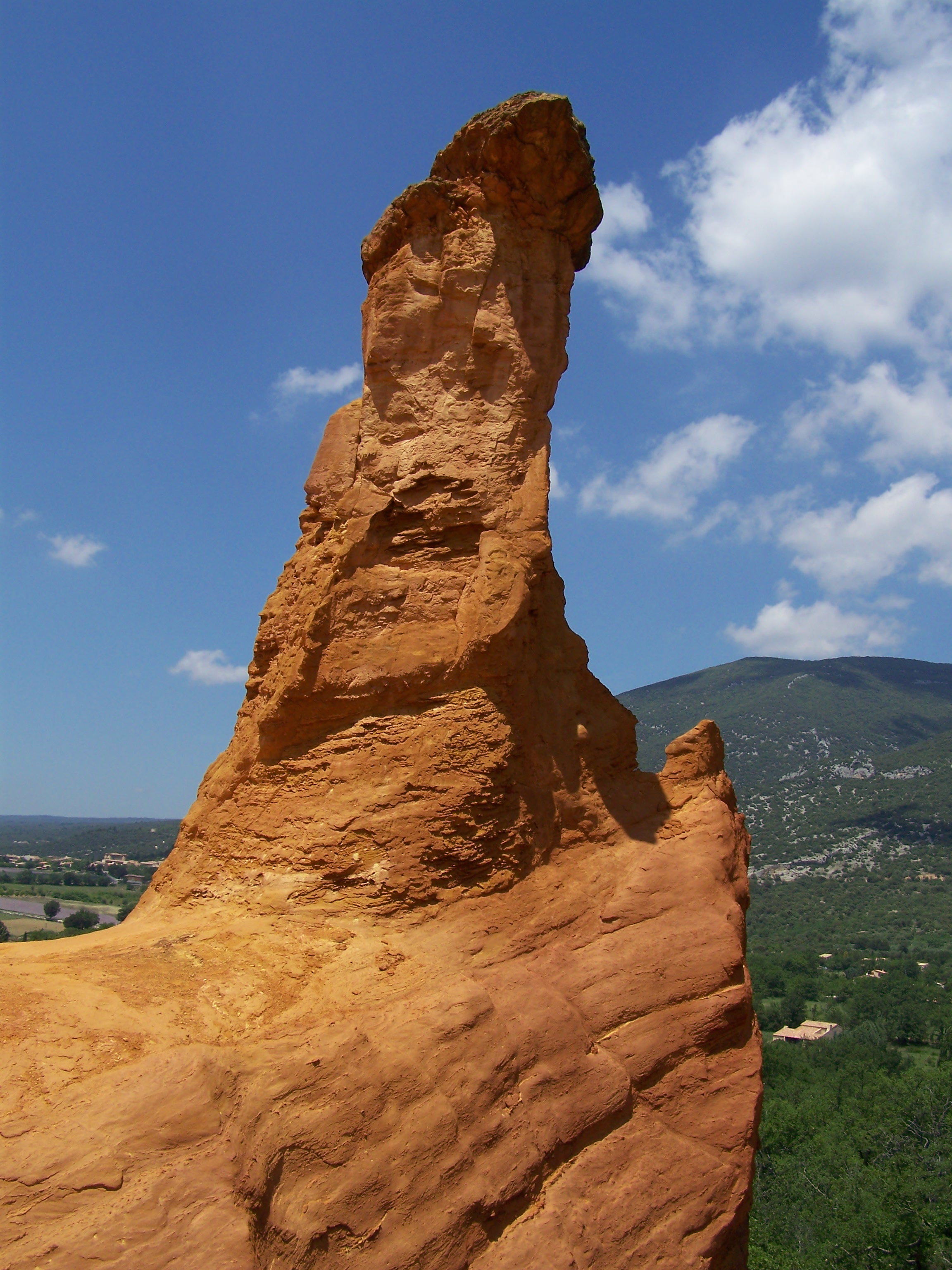
Colorado Rustrel
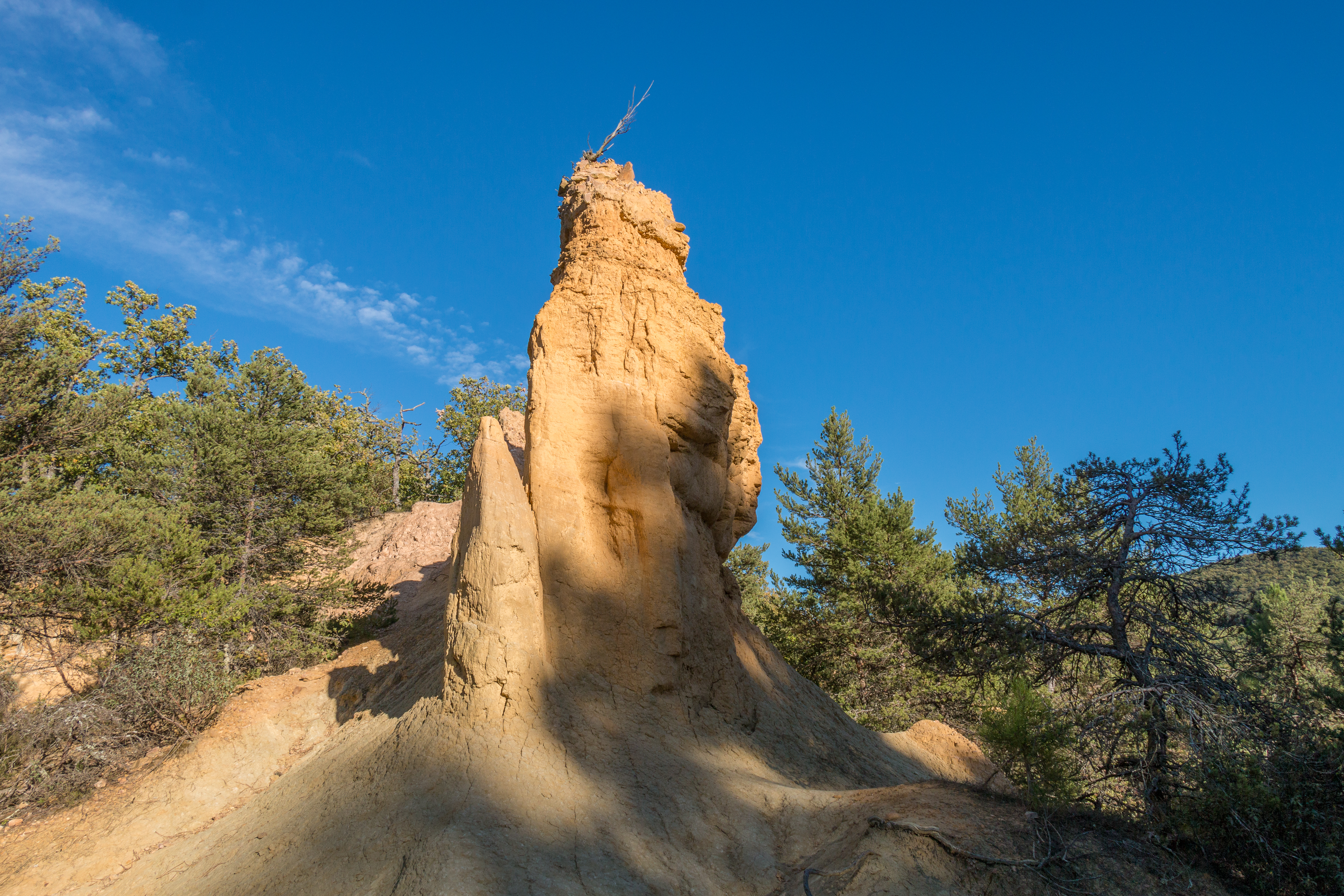
Colorado Rustrel
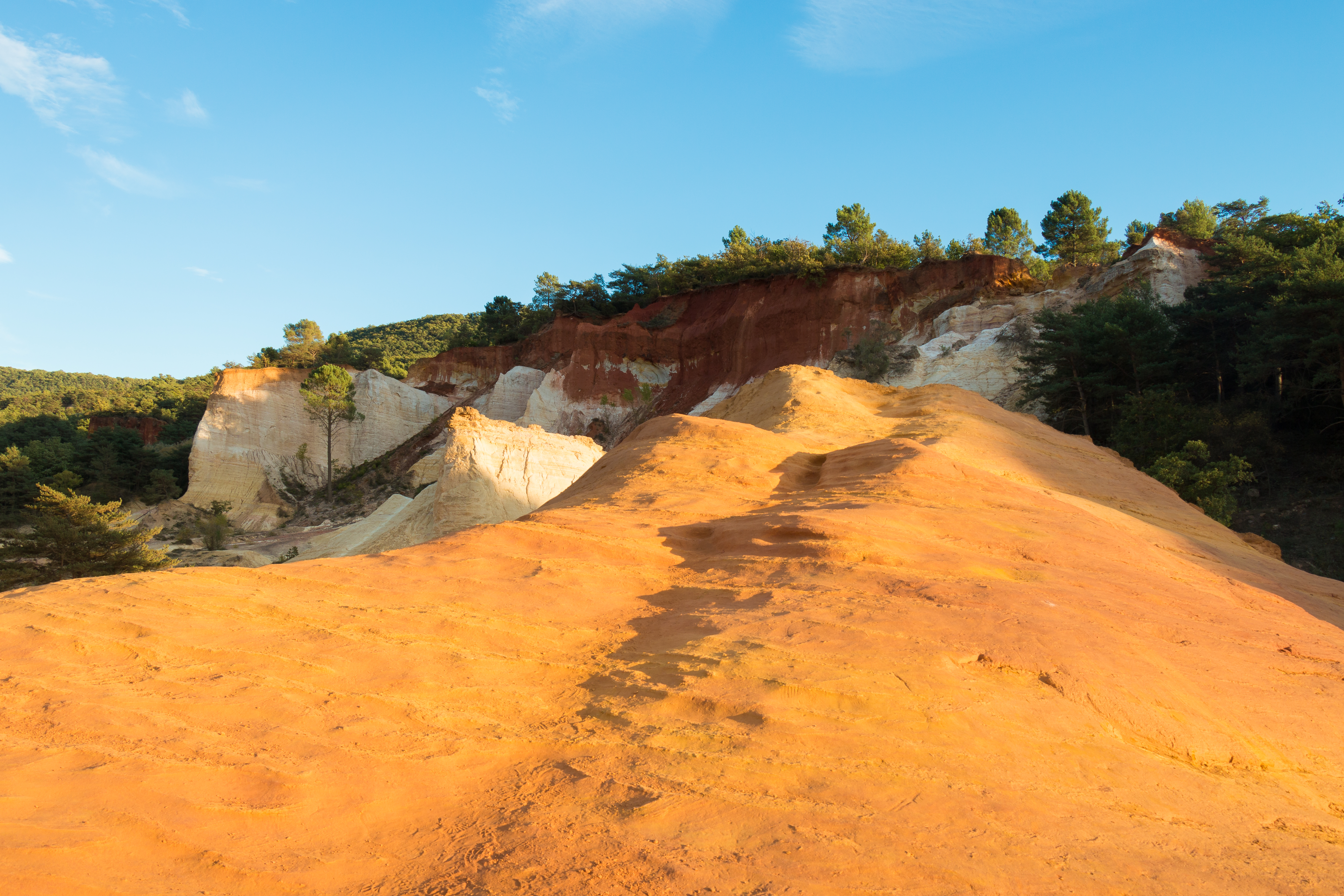
Ockerfelsen bei Rustrel